# Сергий II Студит
Патриа́рх Се́ргий II Студи́т (греч. Πατριάρχης Σέργιος Β΄ Στουδίτης; умер в июле 1019) — Патриарх Константинопольский с 998 или 1001 года по 1019 год.

## Жизнеописание
Есть несколько версий даты назначения Сергия II патриархом: по данным Э. Г. Муральта, он стал им к июлю 998 года, по другим — с 999 года, Мишель ле Кьен также относит дату начала патриаршества Сергия к 999 году. По свидетельству, приводимому Яхьёй Антиохийским, Сергий II был назначен главой Константинопольской кафедры в 26-м году царствования Василия II, то есть после 11 января 1001 года.
В некоторых источниках Сергия II называют внучатым племянником константинопольского патриарха Фотия I. В других — просто племянником Фотия I, хотя по возрасту первый вариант родства выглядит более правдоподобно. Сергий II являлся братом магистра Косьмы, первого судьи Константинополя. До избрания патриархом был настоятелем монастыря Святого Мануила и духовным отцом императора Романа I Лакапина.
Сергий II отличался высокой образованностью. Патриарший престол он занял уже в почтенном возрасте после смерти Сисиния II. Он, продолжая линию патриарха Фотия I, поддерживал принцип солидарности интересов Византийской Церкви и Византийской империи в борьбе против папского Рима. Выступал против налоговой политики императора Василия II, в частности, протестуя против второй формы аллиленгии, когда крупные земельные собственники должны уплачивать подати за выморочные земельные участки бедноты и заброшенные соседние земельные участки.
В 1004 году патриарх Сергий II дал благословение браку дочери знатнейшего патриция Романа Аргира Марии и Иоанна, сына дожа Венеции Пьетро II Орсеоло.
При Сергии II имя папы римского было удалено из диптиха из-за того, что в своем окружном послании папа Сергий IV использовал формулировку символа веры с filioque.
Сергий II умер в июле 1019 года. Новым константинопольским патриархом был избран Евстафий.